# 利普斯克市镇
利普斯克市镇（波蘭語：Gmina Lipsk）是波兰波德拉谢省奥古斯图夫县的一个城乡型市镇，治所位于同名城镇利普斯克。总面积为184.42平方千米，截至2020年总人口为5059人。